# Жибрше
Жибрше (словен. Žibrše) — поселення в общині Логатець, Осреднєсловенський регіон, Словенія. Висота над рівнем моря: 694,6 м.